# Cepheus takasago
Cepheus takasago är en kvalsterart som beskrevs av Aoki 1991. Cepheus takasago ingår i släktet Cepheus och familjen Cepheidae. Inga underarter finns listade i Catalogue of Life.